# 上隆加
上隆加（葡萄牙語：Alto Longá）是巴西皮奥伊州的一个市镇。总面积1621.354平方公里，总人口13659人，人口密度8.4人/平方公里。